# سپیا اسکولنتا
سپیا اسکولنتا (انگلیسی: Sepia esculenta) یک نوع سپیداج است که از دریاهای روسیه تا فیلیپین و سراسر غرب اقیانوس آرام را در بر می گیرد.
در زبان ژاپنی کوایکا نامیده می شود و یکی از عناصر سوشی است.